# Fudbalski Klub Mladi Radnik
El FK Mladi Radnik fue un equipo de fútbol de Serbia que alguna vez jugó en la Superliga Serbia, la primera división de fútbol en el país.

## Historia
Fue fundado en el año 1926 en la ciudad de Pozarevac con el nombre SK Radnicki y un año después fue incluido dentro de la Liga de Fútbol de Pozarevac, jugando su primer partido oficial el 2 de agosto de 1927 ante el FK Pobeda. En setiembre de ese año logró su primera victoria ante el Hajduk con marcador de 2-1.
Luego de cambiar su nombre por el de FK Mladi Radnik se integró a la Asociación de Fútbol de Yugoslavia y en 1928 inició dentro de la Liga Regional de Branicevo-Produnavska. A finales del siglo XX llegó a jugar en la Segunda Liga de Yugoslavia, donde permaneció hasta el 2004 tras descender.
Luego de la independencia de Serbia, el club en la temporada 2009/10 llega a jugar por primera y única vez en la Superliga Serbia, en la cual termina en último lugar entre 16 equipos, 5 puntos detrás de la salvación de la categoría.
Al terminar la temporada 2015/16 el club se declara en bancarrota y desaparece, pero poco tiempo después nace el FK Radnicki 1926, el cual es considerado el sucesor del club.

## Entrenadores

### Entrenadores destacados
- Zoran Ranđelović (junio de 2010–2016)
- Nebojša Maksimović (junio de 2009-junio de 2010)
- Miloljub Ostojić (junio de 2009)
- Branko Smiljanić (1996)